# Doraemon: Nobita và đảo giấu vàng
Doraemon: Nobita và đảo giấu vàng  (ドラえもん のび太の宝島 n.đ. Doraemon: Hòn đảo kho báu của Nobita) là một bộ phim điện ảnh anime thể loại khoa học viễn tưởng sản xuất năm 2018 bởi Fujiko Pro, ShoPro, Shogakukan, TV Asahi, Shin-Ei Animation và ADK. Đây là tác phẩm điện ảnh thứ 38 trong xê-ri phim điện ảnh Doraemon. Phim thực hiện bởi đạo diễn Imai Kazuaki với phần kịch bản do Kawamura Genki đảm nhiệm. Lấy cảm hứng từ tiểu thuyết Đảo giấu vàng của nhà văn Robert Louis Stevenson. Truyện phim kể về hành trình phiêu lưu truy tìm kho báu trên biển khơi Thái Bình Dương của nhóm bạn. Sau đó, Shizuka bị bắt cóc và những người còn lại cùng nhau đến xào quyệt kẻ bắt cóc giải cứu cô bạn. Nhưng rồi cả nhóm nhanh chóng phát hiện thủ lĩnh nhóm bắt cóc — thuyền trưởng Silver, đang âm mưu hủy diệt địa cầu do điên loạn sau sự ra đi của người vợ mà ông hằng yêu quý. Một lần nữa nhóm chiến đấu bảo vệ địa cầu và thức tỉnh thuyền trưởng Silver.
Doraemon: Nobita no Takarajima được công ty Toho phát hành chiếu rạp tại Nhật Bản vào ngày 3 tháng 3 năm 2018. Sau đó được phân phối trình chiếu tại một số quốc gia khác trên thế giới. Tại Việt Nam, phim khởi chiếu tại các rạp phim từ ngày 25 tháng 5 năm 2018. Với doanh thu đạt 5.37 tỉ yên, trở thành một trong những phim anime có doanh thu cao nhất tại Nhật Bản năm 2018.

## Nội dung
Khi nghe về câu chuyện của Đảo Kho Báu, Nobita mơ ước được khám phá và khám phá hòn đảo kho báu của riêng mình, mặc dù thực tế tất cả Trái đất đã được lập bản đồ. Doraemon cung cấp cho Nobita một bản đồ kho báu đặc biệt cho cậu thấy vị trí của một hòn đảo kho báu. Đồng thời, các phương tiện truyền thông tuyên bố phát hiện ra một hòn đảo hoàn toàn xa lạ. Tin rằng hòn đảo mới là hòn đảo kho báu, Nobita tuyển dụng Doraemon và Shizuka để thực hiện hành trình, cùng Doraemon cung cấp một con tàu. Jaian và Suneo cũng đi theo. Tuy nhiên, khi đến gần hòn đảo, họ bất ngờ bị một nhóm cướp biển tấn công. Vào thời điểm đó, hòn đảo bắt đầu di chuyển, tiết lộ rằng trên thực tế, nó là một phần của một con tàu khổng lồ, rất tiên tiến. Những tên cướp biển rút lui nhưng bắt cóc Shizuka trong quá trình này. Nobita và những người bạn của cậu không thể giải cứu cô, nhưng cứu được một cậu bé bất tỉnh tên là Flock.
Flock giải thích rằng những tên cướp biển tấn công chúng trên thực tế là những người du hành thời gian du hành đến các thời đại khác nhau để đánh cắp kho báu dưới đáy biển, và bản thân cậu là một phần của thủy thủ đoàn tàu nhưng quyết định đào ngũ vì cậu không thể nhận lệnh từ Thuyền trưởng Silver. Doraemon sử dụng bản đồ kho báu để theo dõi vị trí của tàu cướp biển. Trong khi đó, trên con tàu cướp biển, Shizuka bắt gặp Sarah, em gái của Flock. Sarah đồng ý giúp Shizuka. Cả Flock và Sarah đều tiết lộ rằng Captain Silver thực tế là cha của họ, người đã phát điên khi mẹ của họ chết và bị ám ảnh bởi việc thu thập càng nhiều kho báu càng tốt. Nobita và những người bạn của anh ta thực hiện một chiến dịch giải cứu, nhưng cuối cùng lại giải cứu được Sarah thay vì Shizuka, người được đưa thẳng tới Đội trưởng Silver.
Đội trưởng Silver sau đó chuyển sang giai đoạn cuối cùng trong kế hoạch của mình. Nhìn thấy sự hủy diệt của loài người trong tương lai, ông quyết tâm phóng con tàu cướp biển của mình lên vũ trụ và xâm chiếm một hành tinh mới với tất cả kho báu mà anh có được. Tuy nhiên, điều này đòi hỏi ông phải rút cạn năng lượng của Trái đất để cần có được năng lượng để ông tiếp cận không gian. Doraemon cảnh báo rằng việc lấy năng lượng của Trái đất sẽ dẫn đến sự hủy diệt của nó, vì vậy Nobita, bạn bè của cậu, Flock và Sarah lại tấn công con tàu cướp biển. Jaian và Suneo ở lại để cầm chân những tên cướp biển trong khi Nobita, Doraemon, Flock và Sarah đối đầu trực tiếp với Thuyền trưởng Silver. Trong khi Nobita và Doraemon trì hoãn việc kích hoạt động cơ của tàu cướp biển, Flock có thể giành quyền kiểm soát con tàu và đẩy năng lượng trở lại Trái đất. Thuyền trưởng Silver nhận ra rằng ông đã bỏ bê những đứa con của mình tệ đến mức nào.Sau đó, Flock, Sarah, Thuyền trưởng Silver và các thành viên còn lại trở về thời gian của họ trong khi Nobita và bạn bè trở về nhà, với Nobita có được sự đánh giá cao mới đối với cha của mình.

## Sản xuất và phát hành

### Quá trình sản xuất
Doraemon: Nobita no Takarajima do Imai Kazuaki đạo diễn, nguyên tác thuộc về Fujiko F. Fujio và phần kịch bản được biên soạn bởi Kawamura Genki. Nhà văn Kawamura Genki trước đó đã định hình thể loại phim sẽ dựa trên những cuộc phiêu lưu và văn học cổ điển. Ông muốn tạo ra một cuộc phiêu lưu mạo hiểm trên đại dương đầy thú vị từ tiểu thuyết Treasure Island của nhà văn Robert Louis Stevenson mà có thể thu hút được các thế hệ trong một gia đình cùng thưởng thức. Hơn nữa, sự kiện đảo mới được hình thành ở ngoài khơi đảo Nishinoshima thuộc quần đảo Ogasawara năm 2013 do các hoạt động địa chất ở Thái Bình Dương khiến ông hào hứng, ghi nhớ và lồng ghép vào khéo léo. Tiêu đề phim được rất ngắn chỉ bao gồm hai ký tự kanji là Takarajima (宝島) duy nhất do Kawamura 'sao chép' phong cách của họa sĩ Fujiko F. Fujio từ Nobita no Kyōryū  và ông tự nhận mong muốn được trở thành một "Robot nhân bản" của bác Fujiko. Sau đó kịch bản được chuyển đến Imai Kazuaki để dựng thành phim. Như là một sự tiếp nối, Imai đã từng đạo diễn một phim có xoay quanh biển đảo tương tự ở thời điểm 2014 là Paroru no Miraijima. Ngay khi nhận được kịch bản, ông bắt tay ngay vào việc tìm tài liệu về những chiếc thuyền buồm. Ông phải đến tận Yokohama xem con tàu Nippon Maru do có quá ít tư liệu về chúng. Ông nhận ra rằng con tàu sẽ không thể di chuyển nếu như không có nhiều người bên trong hỗ trợ. Nếu như ở phần tiêu đề hướng đến ý nghĩa của việc săn tìm đảo giấu vàng thì khi dựng thành phim nội dung lại đề cập nhiều đến tình cảm gia đình vì ông đã tác động thay đổi kịch bản gốc trong buổi họp xây dựng kịch bản. Các phân cảnh chuyển động trong phim chịu ảnh hưởng rất lớn từ phong cách nhà làm phim Miyazaki Hayao nhất là ở khâu xử lý hình ảnh bằng phương pháp vẽ tay truyền thống xen lẫn kỹ thuật số. Theo ý tưởng ban đầu về trang phục nhân vật, ông nghĩ về những chiếc quần loe tuy nhiên sau đó đã thay đổi thành đồ thủy thủ bởi Kameda Yoshimichi — thiết kế nhân vật.

### Quảng bá và phát hành
Trước khi tựa phim được công bố vào ngày 14 tháng 6 năm 2017, thì một phân đoạn video ngắn giới thiệu bộ phim đã xuất hiện ở cảnh hậu danh đề (after-credit) của Doraemon Nobita no Nankyoku Kachi Kochi Daibōken công chiếu ngày 4 tháng 3 trước đó. Ngày 7 tháng 7, 2017 ra mắt trailer đầu tiên. Nhằm tăng cường quảng bá phim, nhà sản xuất quyết định hợp tác với công ty chế biến mứt kẹo Morinaga & Company cho ra mắt bánh Ottotto với bao bì in hình Nobita no Takarajima và bên trong bịch bánh có tặng kèm các mô hình bảo bối xuất hiện trong Doraemon ra mắt từ cuối tháng 7. Ngày 27 tháng 11 năm 2017, nhân vật và diễn viên lồng tiếng trong phim được tiết lộ. Ngày 1 tháng 12 năm 2017, công bố trailer 2 và áp phích chính thức phim. Ngày 15 tháng 1 năm 2018, trailer thứ ba ra mắt. Vào tháng 2 năm 2018, đánh dấu một sự kiện đặc biệt khi Doraemon kết hợp với thương hiệu Real Escape Game của hãng SCRAP Entertainment Inc. cho ra mắt trò chơi live action Nobita no Takara Jima kara no Dasshutsu với cốt truyện trên đường săn tìm kho báu ngoài biển khơi, Doraemon bị những tên cướp biển bắt cóc. Chúng giao kèo để giải cứu Doraemon phải đi tìm và giao nộp kho báu của tên cướp biển huyền thoại Kid đã giấu trên một hòn đảo nào đó. Người tham gia sẽ hóa thân thành Nobita, Shizuka, Jaian hay Suneo đi khắp 20 nơi trên toàn nước Nhật săn lùng bảo vật giải cứu Doraemon. Thời gian diễn ra là từ ngày 2 tháng 2 đến 27 tháng 5 năm 2018. Một chuyển thể tiểu thuyết cùng tên đã được Shogakukan phát hành vào ngày 2 tháng 2 năm 2019. Các sản phẩm ăn theo như khung tranh, móc khóa, vỏ điện thoại,... nhanh chóng được bán ra. FuRyu đã cho ra mắt một trò chơi điện tử trên nền tảng Nintendo 3DS ngày 1 tháng 3 năm 2018. Trước thềm công chiếu vài ngày, một buổi họp mặt do hãng sản xuất tổ chức được diễn ra tại Tokyo chỉ dành cho fan hâm mộ Doraemon là người lớn với sự tham gia của 150 người. Bên cạnh đó, Seiyū Ōizumi Yō (lồng vai thuyền trưởng Silver), Takahahashi Shigeo (lồng vai Tomato) và biên kịch Kawamura Genki cũng được mời đến tham gia giao lưu với người hâm mộ về những chuyện bên lề trong quá trình thực hiện tác phẩm. Đồng thời cũng kết hợp với hãng Line trên dòng trò chơi Line Bubble 2. Tiếp tục sau đó hợp tác với công ty thực phẩm Cookpad cho ra đời món ăn với hình dạng gương mặt các nhân vật trong phim. Cuối cùng là kết hợp với dòng game Monster Strike dành cho di động cho ra đời một trò chơi vô cùng đặc biệt. Nhằm chào đón việc phim ra mắt thành công tốt đẹp, TV Asahi cho phát sóng tập phim ngắn dài 30 phút mang tên "Hodo Hodo Takarajima" (tạm dịch "Đảo giấu vàng an toàn") một tuần sau đó nội dung nói về cuộc hành trình truy tìm kho báu của Doraemon và những người bạn.
Sau Nhật Bản, phim được giới thiệu tại một số quốc gia khác trên thế giới. Phim được công chiếu tại các rạp ở Trung Quốc vào ngày 1 tháng 6 năm 2018, tại Singapore vào ngày 23 tháng 6 năm 2018, tại Đài Loan vào ngày 29 tháng 6 năm 2018, tại Hồng Kông vào ngày 2 tháng 8 năm 2018, tại Hàn Quốc vào ngày 15 tháng 8 năm 2018 và tại Thái Lan vào ngày 18 tháng 10 năm 2018. Riêng tại Việt Nam, phim được trình chiếu tại các rạp từ ngày 25 tháng 5 năm 2018.

### Giải trí tại gia
Ngày 1 tháng 8 năm 2018, phim được phát hành trong định dạng DVD và Blu-ray. Một ấn bản Premium Set cũng được cho ra mắt bên trong bao gồm 1 đĩa DVD, 1 đĩa Blu-ray phim bản thường, hình ảnh bìa do chính Kameda Yoshinori thiết kế và đính kèm bên trong bao gồm một quyển kịch bản phim do Kawamura Genki viết và một sách màu mô tả chi tiết quá trình sản xuất, thiết lập câu chuyện cũng như phần phỏng vấn ê-kíp. Phim cũng được phân phối tại một số quốc gia dưới dạng DVD. Tại Đài Loan, được phát hành vào ngày 9 tháng 11 năm 2018 bởi Hồng Cơ, tại Hồng Kông vào ngày 27 tháng 11 năm 2018 bởi Intercontinental Film Distributors (H.K.) Ltd. và tại Thái Lan vào ngày 1 tháng 5 năm 2019 bởi Boomerang.

-

| 30 tháng 7 - 1 tháng 8                                                                                                 | #5  | 1.715 | #3  | 2.066 | [ 39 ] | #1  | 6.793  | [ 40 ] |
| 6 - 12 tháng 8 | #11 | 460   | #15 | 428   | [ 41 ] | #2  | 2.711  | [ 42 ] |
| 13 - 19 tháng 8 | #19 | 314   | -   | -     | [ 43 ] | #3  | 2.339  | [ 44 ] |
| 20 - 26 tháng 8 | -   | -     | -   | -     | -      | #3  | 1.414  | [ 45 ] |
| 27 tháng 8 - 2 tháng 9                                                                                                 | -   | -     | -   | -     | -      | #9  | 1.044  | [ 46 ] |
| 3 - 9 tháng 9 | -   | -     | -   | -     | -      | #2  | 941    | [ 47 ] |
| 10 - 16 tháng 9 | -   | -     | -   | -     | -      | #5  | 771    | [ 48 ] |
| 17 - 23 tháng 9 | -   | -     | -   | -     | -      | #5  | 709    | [ 49 ] |
| 24 - 30 tháng 9 | -   | -     | -   | -     | -      | #16 | 572    | [ 50 ] |
| 1 - 7 tháng 10 | -   | -     | -   | -     | -      | #9  | 482    | [ 51 ] |
| 8 - 14 tháng 10 | -   | -     | -   | -     | -      | #7  | 441    | [ 52 ] |
| 15 - 21 tháng 10 | -   | -     | -   | -     | -      | #13 | 321    | [ 53 ] |
| 22 - 28 tháng 10 | -   | -     | -   | -     | -      | #23 | 369    | [ 54 ] |
| 29 tháng 10 - 4 tháng 11                                                                                               | -   | -     | -   | -     | -      | #9  | 326    | [ 55 ] |
| 5 - 11 tháng 11 | -   | -     | -   | -     | -      | #8  | 369    | [ 56 ] |
| 12 - 18 tháng 11 | -   | -     | -   | -     | -      | #10 | 276    | [ 57 ] |
| 19 - 25 tháng 11 | -   | -     | -   | -     | -      | #16 | 305    | [ 58 ] |
| 26 tháng 11 - 2 tháng 12                                                                                               | -   | -     | -   | -     | -      | #25 | 298    | [ 59 ] |
| 3 - 9 tháng 12 | -   | -     | -   | -     | -      | #15 | 397    | [ 60 ] |
| 10 - 16 tháng 12 | -   | -     | -   | -     | -      | #8  | 543    | [ 61 ] |
| 2018 (Xếp hạng chung tính đến 18 tháng 12)                                                                             | -   | -     | -   | -     | -      | #70 | 20.878 | [ 62 ] |
| Ghi chú: Dấu "-" là những số liệu không nằm trong bảng thống kê xếp hạng lượng đĩa bán nhiều nhất của Oricon Nhật Bản. |     |       |     |       |        |     |        |        |

## Lồng tiếng
| Nhân vật       | Diễn viên lồng tiếng | Diễn viên lồng tiếng    |
| Nhân vật       | Tiếng Nhật           | Tiếng Việt              |
| -------------- | -------------------- | ----------------------- |
| Doraemon       | Mizuta Wasabi        | Nguyễn Thụy Thùy Tiên   |
| Nobita         | Ohara Megumi         | Đặng Hoàng Khuyết       |
| Shizuka        | Kakazu Yumi          | Phan Hoài Thương        |
| Jaian          | Kimura Subaru        | Huỳnh Thiện Trung       |
| Suneo          | Seki Tomokazu        | Thái Văn Minh Vũ        |
| Mẹ Nobita      | Mitsuishi Kotono     | Huỳnh Thị Thu Hiền      |
| Ba Nobita      | Matsumoto Yasunori   | Hồ Chơn Nhơn            |
| Dekisugi       | Hagino Shihoko       | Phạm Hồ Thanh Lộc       |
| Mini Dora      | Kanemoto Hisako      | Phạm Hồ Thanh Lộc       |
| Quiz           | Yūki Aoi             | Lê Vũ Kim Ngọc          |
| Flock          | Yamashita Daiki      | Nguyễn Kim Anh          |
| Sarah          | Orikasa Fumiko       | Phạm Thúy Hằng          |
| Gaga           | Ōtomo Ryūzaburō      | Nguyễn Trí Luân         |
| Vivi           | Hayami Saori         | Trần Nguyễn Linh Phương |
| Captain Silver | Ōizumi Yō            | Trần Vũ                 |
| Maria          | Kamei Yoshiko        | Tuyết Nhung             |
| Fiona          | Nagasawa Masami      | Võ Ngọc Quyên           |

## Nhạc phim

### Nhạc nền
Từ tháng 4 năm 2005, Sawada Kan được chọn làm người soạn nhạc nền cho các tập trong xê-ri anime lẫn các phần phim điện ảnh chiếu rạp của Doraemon. So với những phần phim trước, ở phim này Hattori Takayuki thay thế Sawada soạn nhạc mặc dù ông vẫn xuất hiện trong tư cách là nhà soạn nhạc trong xê-ri anime truyền hình Doraemon. Avex Classics sau đó tập hợp các nhạc nền xuất hiện trong Nobita no Takarajima đóng gói thành album CD phát hành lần đầu vào ngày 28 tháng 2 năm 2018 trước khi phim chính thức khởi chiếu vài ngày.
Tất cả nhạc phẩm được soạn bởi Hattori Takayuki.
| Doraemon: Nobita no Takarajima Original Soundtrack | Doraemon: Nobita no Takarajima Original Soundtrack                                     | Doraemon: Nobita no Takarajima Original Soundtrack |
| STT                                                | Nhan đề                                                                                | Thời lượng                                         |
| -------------------------------------------------- | -------------------------------------------------------------------------------------- | -------------------------------------------------- |
| 1.                                                 | "Nobita no Takarajima" (のび太の宝の島)                                                | 03:06                                              |
| 2.                                                 | "Carbonara" (カルボナーラ)                                                             | 00:58                                              |
| 3.                                                 | "Takarasagashi Chizu" (宝探し地図)                                                     | 01:14                                              |
| 4.                                                 | "News Title" (ニュースタイトル)                                                        | 00:12                                              |
| 5.                                                 | "Hansen de Umi e" (帆船で海へ)                                                         | 02:00                                              |
| 6.                                                 | "Takara no Shima" (宝の島)                                                             | 01:13                                              |
| 7.                                                 | "Takara no Shima (Instrumental version)" (宝の島 （インストゥルメンタル・バージョン）) | 01:13                                              |
| 8.                                                 | "Caribe Kai" (カリブ海)                                                                | 01:05                                              |
| 9.                                                 | "Captain Hat" (キャプテンハット)                                                       | 01:10                                              |
| 10.                                                | "Iza Daikaigen e!" (いざ大海原へ！)                                                    | 02:28                                              |
| 11.                                                | "Kaizoku" (海賊)                                                                       | 01:20                                              |
| 12.                                                | "Tatakai" (戦い)                                                                       | 01:24                                              |
| 13.                                                | "Silver no Yabō" (シルバーの野望)                                                      | 02:21                                              |
| 14.                                                | "Quiz" (クイズ)                                                                        | 01:02                                              |
| 15.                                                | "Kaizoku Sen'nai no Tenbō" (海賊船内の展望)                                            | 01:26                                              |
| 16.                                                | "Shizukachan o Oe!" (しずかちゃんを追え！)                                             | 01:40                                              |
| 17.                                                | "Takarajima no Yasuragi" (宝島のやすらぎ)                                              | 00:28                                              |
| 18.                                                | "Kazoku no Theme 1" (家族のテーマ１)                                                   | 01:40                                              |
| 19.                                                | "Arashi ~Ryoku o Awasero ~" (嵐～力を合わせろ～)                                       | 03:28                                              |
| 20.                                                | "Mujintō ~ Yūhi" (無人島～夕日)                                                        | 00:57                                              |
| 21.                                                | "New Nobita Aura-gō Hasshin" (ニューノビタオーラ号発進)                                | 01:29                                              |
| 22.                                                | "Kazoku no Omoide" (家族の思い出)                                                      | 02:26                                              |
| 23.                                                | "Noah no Hakobune Keikaku" (ノアの箱舟計画)                                            | 01:50                                              |
| 24.                                                | "Nobita no Theme ~ Chōsen ~" (のび太のテーマ～挑戦～)                                  | 01:22                                              |
| 25.                                                | "Hikisaka Reta Kazoku" (引き裂かれた家族)                                              | 01:28                                              |
| 26.                                                | "Flock" (フロック)                                                                     | 03:44                                              |
| 27.                                                | "Noah no Hakobune" (ノアの箱舟)                                                        | 02:07                                              |
| 28.                                                | "Tachifusagaru Kaizoku Robo" (立ちふさがる海賊ロボ)                                    | 01:49                                              |
| 29.                                                | "Kazoku no Theme 2" (家族のテーマ２)                                                   | 03:06                                              |
| 30.                                                | "Chikyū Energy" (地球エネルギー)                                                       | 01:16                                              |
| 31.                                                | "Nobita no Theme" (のび太のテーマ)                                                     | 01:20                                              |
| 32.                                                | "Doraemon o Sukue!" (ドラえもんを救え！)                                               | 01:14                                              |
| 33.                                                | "Shūkyoku ~ Daidan'en ~" (終曲～大団円～)                                              | 02:22                                              |
| 34.                                                | "Aijō" (愛情)                                                                          | 00:45                                              |
| Tổng thời lượng:                                   | Tổng thời lượng:                                                                       | 56:43                                              |

### Ca khúc chủ đề
Mặc dù ngày 1 tháng 12 năm 2017, hãng sản xuất thông báo Hoshino Gen sẽ phụ trách nhạc chủ đề cho phim, nhưng mãi đến ngày 15 tháng 1 năm 2018, tên ca khúc mới được công bố. Ca khúc mang tên "Doraemon" (ドラえもん) với giai điệu xen kẽ đoạn giữa mang âm hưởng từ "Boku Doraemon" (ドラえもん, tạm dịch "Tôi là Doraemon") của nhà soạn nhạc Kikuchi Shunsuke. Ngày 28 tháng 2 năm 2018, ca khúc được phát hành trong định dạng đĩa đơn đi kèm với ca khúc lồng trong phim là "Koko ni Inai Anata e" (ここにいないあなたへ, dịch nghĩa "Gửi em, người không ở đây") và hai ca khúc phụ riêng lẻ không xuất hiện trong phim là "The Shower" và "Doraemon no Uta" (House Ver.) (ドラえもんのうた （House Ver.）, dịch nghĩa "Bài hát về Doraemon" (Phiên bản Nhà)). Trên Billboard Japan, album đĩa đơn này chiếm vị trí đầu bảng cho cả ba hạng mục Hot 100, Top Singles Sales và Hot Animation. Sáu tuần liên tiếp dẫn đầu Billboard Japan Hot Animation. Nằm ở vị trí thứ tư trong danh sách đĩa đơn bán chạy nhất tại Nhật Bản năm 2018.

## Tiếp nhận
Tại Nhật Bản, phim được trình chiếu trên 381 màn hình lớn. Trong hai ngày đầu ra mắt 3-4 tháng ba, doanh thu phim đạt 843 triệu Yen, dẫn đầu phòng vé.
Sau 32 ngày đạt tổng doanh thu 4.44 tỉ Yen.
Ngày thứ 37, đạt tổng người xem là 4.28 triệu người. Với tổng doanh thu cuối cùng cán mốc 5.37 tỉ yên không chỉ nằm trong danh sách phim anime có doanh thu cao nhất năm 2018 mà còn nhận được giải Golden Gross năm 2018 cho hạng mục Giải bạc xuất sắc. Nhờ vào thành tích nổi bật này, đài truyền hình Wowow nhanh chóng cho phát lại toàn bộ 37 phần phim điện ảnh trước đó và các phần phim sản xuất từ năm 1980 đến 2004 được xử lý lại với chất lượng đạt mức HD nhằm ăn mừng. Đến ngày 1 tháng 3 năm 2019, phim được trình chiếu lại trên TV Asahi trong chuỗi chương trình điện ảnh mừng xuân kéo dài 3 tiếng của đài, với lượng người xem ước đạt 8.4% đứng vị trí thứ 3 trên bảng xếp hạng các anime có lượng người xem cao nhất trong tuần. Với bộ DVD đã phát hành vào ngày 1 tháng 8 năm 2018, bán được hơn 20.000 bản đứng vị trí thứ 70 trong những bộ DVD hoạt hình bán chạy nhất tại Nhật Bản năm 2018, và vị trí thứ 23 trong nửa đầu năm 2019. Riêng ở tuần đầu phát hành dẫn đầu bảng xếp hạng. Còn ở bảng xếp hạng Blu-ray, xếp thứ ba ở tuần đầu với hơn 1700 bản được bán ra ở phiên bản Premimum và xếp vị thứ năm ở bản thường.
Chỉ trong ngày đầu ra mắt tại Trung Quốc, phim đã nhanh chóng đạt doanh thu khoảng 13 triệu đôla Mỹ dẫn đầu phòng vé. Tổng doanh thu cuối cùng là 31.6 triệu đôla Mỹ, đứng vị trí thứ 6 trong danh sách tất cả những phim điện ảnh hoạt hình có doanh thu cao nhất tại Trung Quốc năm 2018 và vị trí thứ 1 ở phim đến từ Nhật Bản. Nếu như ở Hồng Kông, phim chỉ thu về khoảng 1 triệu đôla Mỹ thì khi đến Hàn Quốc thu nhập đã lên đến 1.2 triệu đôla Mỹ.
Theo bảng xếp hạng mức độ hài lòng của khán giả dành cho bộ phim do Pia khảo sát ở thời điểm công chiếu, đạt 92.4 điểm xếp hạng 2 chỉ xếp sau Kamen Rider Ex-Aid Trilogy: Another Ending ở phần Kamen Rider Genm vs. Lazer. Trên Internet Movie Database — một trang cung cấp cơ sở dữ liệu điện ảnh, phim được chấm ở thang điểm trung bình 6.6 trên 10 với từ 333 người đánh giá. Còn ở trang MyAnimeList nhận được 7.3 điểm từ 485 người dùng.

## Tác động
Takarajima vốn dĩ là tên một đảo có thật trực thuộc tỉnh Kagoshima phía cực Nam của đảo Kyūshū nước Nhật. Ở thời điểm trước khi công chiếu, nhà sản xuất quyết định để nhân vật Doraemon và Nobita (trong mô hình biết cử động) thực hiện chuyến tham quan đến đảo Takarajima và một số đảo lân cận khác trên con tàu mang tên Dorarin maru vốn dĩ đã không còn được sử dụng kể từ năm 1998 sau phim Nobita no Nankai Daibōken. Ngay lập tức, hòn đảo được những người yêu mến bộ phim chú ý đến. Ngày 3 tháng 2 đã thu hút khoảng 1800 du khách đến tham quan. Một thời gian ngắn đầu năm 2018, ca khúc "Doraemon" được sử dụng làm phần nhạc kết thúc cho xê-ri anime Doraemon trên truyền hình TV Asahi, mãi cho đến ngày 6 tháng 10 năm 2019, chính thức được chọn làm ca khúc mở đầu cho xê-ri anime Doraemon hàng tuần. Anh cũng được mời đến chương trình Music Station kéo dài 2 tiếng của đài biểu diễn ca khúc diễn ra ngày 23 tháng 2.